# Joyce DeWitt
Joyce Anne DeWitt (ur. 23 kwietnia 1949 w Wheeling w stanie Wirginia Zachodnia, USA) – amerykańska aktorka.